# Bruno Miranda
Bruno Miranda Villagomez (Santa Cruz de la Sierra; 10 de febrero de 1998) es un futbolista boliviano. Juega como delantero en Aucas de la Serie A de Ecuador.

## Trayectoria
Formado en la Academia Tahuichi Aguilera de Santa Cruz de la Sierra, ya con tan solo 15 años jugó en el Florida (Primera B del fútbol cruceño), en los años 2014 y 2015 defendió los colores del Calleja, (equipo de la Primera A del fútbol cruceño).

### Universidad de Chile
Llegó a la Universidad de Chile en el año 2015 como proyecto a futuro, debiendo jugar primeramente en las series inferiores,
Debutó oficialmente el 20 de marzo del año 2016 ante Colo-Colo en el Estadio Nacional de Chile, jugando 62 minutos del encuentro que terminó con un empate sin goles. Ese día se convirtió en el extranjero más joven en debutar en el superclásico.

### DC United
En agosto de 2017 se anunció su fichaje al DC United de la MLS. En dicho equipo disputó 12 encuentros.

### Jorge Wilstermann
En 2019 fue anunciado como refuerzo de Jorge Wilstermann de la Primera División de Bolivia. Se consagró campeón del Torneo Clausura 2019.

### Royal Pari
En enero de 2020 fue presentado como nuevo jugador del Royal Pari de la Primera División de Bolivia. Fue el máximo goleador del inmobiliario en la temporada con 12 tantos.

### Bolívar
En enero de 2021 fue anunciado como nuevo jugador del Club Bolívar de la Primera División de Bolivia. Su buen paso por Royal Pari hizo que La Academia lo contrate. Se consagró campeón del Torneo Apertura 2022.

### Guarani
En agosto de 2022 se anunció el préstamo al Guarani de la Serie B de Brasil. Sus buenas actuaciones en Bolívar hicieron que el conjunto brasileño lo contrate.

## Selección nacional

### Participaciones en Sudamericanos
| Competencia                | Sede     | Resultado      | PJ | Goles |
| -------------------------- | -------- | -------------- | -- | ----- |
| Sudamericano Sub-15        | Bolivia  | 9.º Lugar      | 4  | 2     |
| Sudamericano Sub-17        | Paraguay | 8.º Lugar      | 4  | 2     |
| Sudamericano Sub-20        | Ecuador  | 8.º Lugar      | 4  | 1     |
| Preolímpico Sub-23 de 2020 | Colombia | Fase de grupos | 3  | 0     |

### Participaciones en Eliminatorias al Mundial
| Eliminatorias                 | Resultado | Partidos | Goles |
| ----------------------------- | --------- | -------- | ----- |
| Eliminatorias Mundial de 2018 | 9º lugar  | 1        | 0     |
| Eliminatorias Mundial de 2022 | 9º lugar  | 5        | 1     |

### Selección absoluta
Fue nominado a la selección adulta que disputó la Copa América Centenario en 2016, sin embargo sufrió un desgarro ya estando en Estados Unidos, por lo que fue reemplazado su cupo por Gilbert Álvarez. Hizo su debut en con su selección el 28 de marzo del 2017  en un triunfo 2 a 0 ante Argentina.

## Clubes
| Club                 | País           | Año         |
| -------------------- | -------------- | ----------- |
| Universidad de Chile | Chile          | 2016 - 2017 |
| D. C. United         | Estados Unidos | 2017        |
| Richmond Kickers     | Estados Unidos | 2018        |
| Jorge Wilstermann    | Bolivia        | 2019        |
| Royal Pari           | Bolivia        | 2020        |
| Bolívar              | Bolivia        | 2021 - 2022 |
| Guarani              | Brasil         | 2022        |
| Guabirá              | Bolivia        | 2023        |
| Royal Pari           | Bolivia        | 2023        |
| The Strongest        | Bolivia        | 2024        |
| Mushuc Runa          | Ecuador        | 2025        |
| Aucas                | Ecuador        | 2025 - act. |

## Palmarés

### Títulos nacionales
| Título           | Club              | País    | Año  |
| ---------------- | ----------------- | ------- | ---- |
| Primera División | Jorge Wilstermann | Bolivia | 2019 |
| Primera División | Bolívar           | Bolivia | 2022 |